# Juan Álvarez Mendizábal

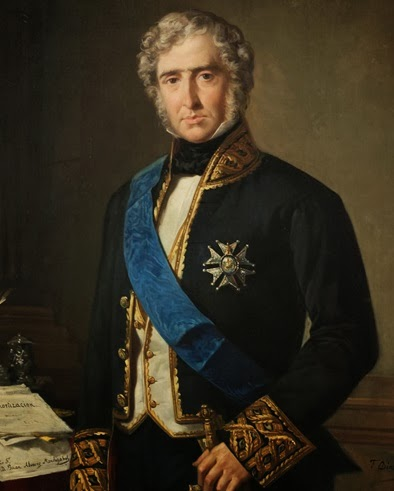
Juan Álvarez Mendizábal

Juan de Dios Álvarez Mendizábal, geboren als Álvarez Méndez (* 25. Februar 1790 in Cádiz; † 3. November 1853 in Madrid) war ein spanischer Politiker und Ministerpräsident Spaniens (Presidente de Gobierno).

## Leben

### Spanischer Unabhängigkeitskrieg und Revolution von 1820
Juan de Dios Álvarez Méndez erlernte moderne Sprachen und erhielt im väterlichen Geschäft eine Handelsausbildung. Im spanischen Unabhängigkeitskrieg leistete er Militärdienst. Am 21. Februar 1812 heiratete er Teresa Alfaro und änderte seinen zweiten Nachnamen in Mendizábal, den er schon früher benutzt hatte. Seit dem Jahr 1819 stand er in Kontakt zu den revolutionären Liberalen in Andalusien.
Während der Revolution von 1820 (Trienio Liberal) war Mendizábal mit der Ausrüstung der Truppen Ferdinands VII. betraut, was er zur Unterstützung der Revolutionäre um Rafael del Riego ausnützte. Im Jahr 1823 wurde er, nachdem er nach Gibraltar geflohen war, in Spanien zum Tode verurteilt. In London, wohin er emigriert war, kam er ins Gefängnis. Von dort betrieb er Geschäfte mit spanischem Wein, die ihn in den Jahren 1828 und 1830 nach Frankreich führten. In der Folgezeit beteiligte er sich an der Finanzierung des portugiesischen Bürgerkriegs (auf Seiten des liberalen Lagers) sowie der eines Truppenkontingents in Belgien.

### Aufstieg zum Ministerpräsidenten und Exil
Im Jahr 1834 wurde Álvarez Mendizábal vom spanischen Premierminister Conde de Toreno nach Spanien gerufen und am 30. Juni zum Abgeordneten des Parlaments (Congreso de los Diputados) gewählt. Am 15. Juli 1835 wurde er zum Schatzminister (Ministerio de Hacienda) ernannt.
Schon am 25. September 1835 löste er Miguel Ricardo de Álava als Premierminister ab. Álvarez Mendizábals Amtszeit ist vor allem mit der Säkularisation von Kirchengütern verbunden. Durch die Desarmortisationsdekrete (span. Desamortización de Mendizábal) vom 9. Februar 1836 und vom 8. März 1836 wurden unproduktive Flächen und Ländereien der Kirche und der Orden enteignet. Eine Übertragung an die ärmeren Klassen wurde vermieden, indem das Land in großen Blöcken veräußert wurde. Der Widerstand gegen die „desamortizaciones“ war jedoch so stark, dass Álvarez Mendizábal nach kaum achtmonatiger Amtszeit am 15. Mai 1836 zurücktreten musste. Sein Nachfolger als Premierminister wurde Francisco Javier de Istúriz.
In den Folgejahren wurde Álvarez Mendizábal wiederholt zum Abgeordneten gewählt. Er vertrat bis zu den Wahlen am 1. Februar 1841 abwechselnd und zum Teil auch zeitgleich die Wahlkreise Girona, Barcelona, Cádiz, Granada, Madrid, Málaga, Pontevedra, Albacete, Murcia und Ávila. Von Mai bis Juli 1843 war er wieder Schatzminister. Die Konterrevolution zwang ihn im Jahr 1846 zur Flucht nach Frankreich.